# Tetraonyx bicolor
Tetraonyx bicolor là một loài bọ cánh cứng trong họ Meloidae. Loài này được Le Peletier & Audinet-Serville miêu tả khoa học năm 1825.